# Ale Torg
Ale Torg är ett affärscentrum i Ale kommun, beläget i Nödinge. Torget stod klart år 1996 och ersatte då Nödinge gamla centrum från 1972. Ale Torg byggdes ut ytterligare några år senare och innehåller idag bland annat McDonald’s, Systembolaget, ICA Kvantum, Lidl och Dressmann.
Viss offentlig verksamhet har inrymts i Ale Torg, bland annat Arbetsförmedlingen som stängde i oktober 2019.
Svenska Handelsbanken har haft ett kontor på Ale Torg som efter nedläggning av kontoren i Surte 2016 och Älvängen 2018 var bankens enda kontor i Ale kommun. Den 28 maj 2021 stängde även kontoret på Ale Torg.